# In fondo alla piscina
In fondo alla piscina (La última señora Anderson) è un film giallo del 1971, diretto da Eugenio Martín. Trattasi di una co-produzione italo-spagnola, minoritaria per l'Italia che vede, come attrice co-protagonista, Marina Malfatti e, in  ruoli da comprimari, Miranda Campa ed Enzo Garinei.

## Trama
La giovane Lilian sospetta che la sorella sia stata uccisa dal marito, Arthur Anderson. L'uomo è infatti rimasto vedovo per ben tre volte ed è stato accusato di aver ucciso le tre mogli, per intascare ingenti somme, venendo però assolto.
Lilian, con l'aiuto di un detective privato, assume l'identità di Julie Spencer, usando i documenti contraffatti di una ricca ereditiera alienata di mente, ricoverata presso un ospedale psichiatrico. Con la nuova identità s'avvicina ad Anderson ma, suo malgrado, non riesce a raccogliere le prove che Arthur abbia ucciso le precedenti mogli, tra cui sua sorella. Lilian diventa l'amante di Arthur e poi inscena il loro matrimonio, coinvolgendo un finto prete.
In seguito a un litigio Lilian scappa di casa. Denunciando la scomparsa alla polizia, Anderson scopre che Julia Spencer era stata ricoverata in un ospedale psichiatrico per tre anni dopo aver lasciato morire il marito, creduto infedele, durante un incidente in mare. Quando Lilian torna, Arthur le comunica le sue scoperte, e Lilian sta al gioco. Un giorno, Arthur la sorprende mentre parla con il detective al telefono; credendo voglia ucciderla, Lilian fugge in macchina, finendo fuori strada. Un poliziotto, vedendola convalescente sul letto di casa, rivela che la donna non è Julie, perché egli la rammenta bene.
Intanto la vera Julie uccide il suo psichiatra, rivedendo in lui il marito morto, e si appresta a uccidere Lilian, in cui proietta la propria identità, per mettere a tacere il suo senso di colpa. La rapisce, la lega dopo averla tramortita con un colpo in testa, vuole farla annegare, ma è lei stessa, infine, a morire, cadendo in acqua. Sgomberato il campo dagli equivoci, Lilian e Arthur si sposano.